# No buts!
「No buts!」（日语：ノー・バッツ!）是川田真美的第9張單曲。2010年11月3日由Geneon Universal Entertainment Japan, LLC.發售。

## 概要
電視動畫『魔法禁書目錄II』的主題曲「No buts!」單曲中的主題歌。分成初回限定盤（GNCV-0028）與通常盤（GNCV-0029）兩種類型發售，前者收錄了「No buts!」的MVDVD。
主題曲「No buts!」是英語，意思是「不要找藉口！」。作詞由川田本人負責，本曲主要是追求『魔法禁書目錄』中的男主角上條當麻的形象而創作的。

「No buts!」是2010年9月26日在JCB HALL舉行相關會談、並在『電撃GENEONミュージックフェス』初次亮相，在使用成電視動畫之前，在9月下旬時的『A&G 超RADIO SHOW〜アニスパ!〜』廣播節目先行播放。
川田真美的電視動畫單曲，由電撃文庫原作與J.C.STAFF共同製作的電視動畫作品，繼前作單曲「Prophecy」合計共八次。
2010年11月15日的Oricon公信榜顯示，這次是繼「JOINT」以來第二次進入前十名，名次是比「JOINT」的第9名更高的第6名。

## 收錄曲
1. No buts! [3:35]
作詞：川田真美、作曲：中澤伴行、編曲：中澤伴行・尾崎武士
2. SATANIC [4:50]
作詞：川田真美、作曲：中澤伴行、編曲：中澤伴行・尾崎武士
3. No buts! -instrumental-
4. SATANIC -instrumental-

## 結合
| 曲名     | 結合                                                                  |
| -------- | --------------------------------------------------------------------- |
| No buts! | AT-X和全國獨立UHF放送協議會的電視動畫『魔法禁書目錄II』的第一首主題曲 |

## 腳註
1. ↑  .   [2010-12-03]. （原始内容存档于2010-11-29） （日语）.
2. ↑  過去的合作是『星艦駕駛員』、『灼眼的夏娜』系列（4次），及『魔法禁書目錄』系列（2次）
3. ↑  . ListenJapan. 2010-11-09  [2010-11-10]. （原始内容存档于2010-12-22） （日语）.

## 外部連結
- （日語）No buts! 初回限定盤
- （日語）No buts! 通常盤* （日語）
- （日語）川田真美 Official Website
- （日語）川田真美 GENEON OFFICIAL WEB SITE
- （日語）魔法禁書目錄II官方網站